# 奥秋泰男
奥秋 泰男（おくあき やすお、1965年11月2日 - ）は、日本の演出家、映画監督、CMディレクター、実業家である。

## 略歴
山梨県都留市出身。
桑沢デザイン研究所卒業後、広告代理店勤務を経て、1999年に株式会社ヌーヴォを設立し、代表に就任。
大手企業のプロモーション映像からミュージッククリップやCMなど数多くの作品を手掛ける。
2015年、劇場映画「かぐらめ」にて長編監督デビュー。
2021年、劇場映画「藍に響け」にて長編2作目監督
2021年、株式会社ナチュラルキャンバス設立、代表に就任
2021年、山梨県都留市にワーケーショングランピング施設THE FOREST設立

## 受賞／出展歴
■劇場映画「かぐらめ」
・第39回モントリオール世界映画祭
・第24回セントルイス国際映画祭
・Japan Film Fastival Los Angels 2015
・Canada Film Fe stival 2016　Royal Reel Winners
■劇場映画「藍に響け」
・第24回上海国際映画祭
・28th キネコ国際映画祭　国際審査員ティーンズ部門長編グランプリ

## 主な作品
- かぐらめ（2015年10月24日 公開）
- 藍に響け（2021年5月21日 公開）